# Distribució rectificada gaussiana
En teoria de la probabilitat, la distribució rectificada gaussiana és una modificació de la distribució gaussiana en què els seus elements negatius estan a (anàleg al rectificador electrònic). És bàsicament una barreja de la distribució discreta (constant 0) i una distribució contínua (una distribució truncada gaussiana d'interval {\displaystyle (0,\infty )}) com a resultat de la censura estadística.

## Funció de densitat de probabilitat
La funció de densitat de probabilitat de la distribució rectificada gaussiana, per la qual les variables aleatòries X que tenen aquesta distribució, derivades de la distribució normal {\displaystyle {\mathcal {N}}(\mu ,\sigma ^{2}),} es mostren com {\displaystyle X\sim {\mathcal {N}}^{\textrm {R}}(\mu ,\sigma ^{2})}, ve donada per:

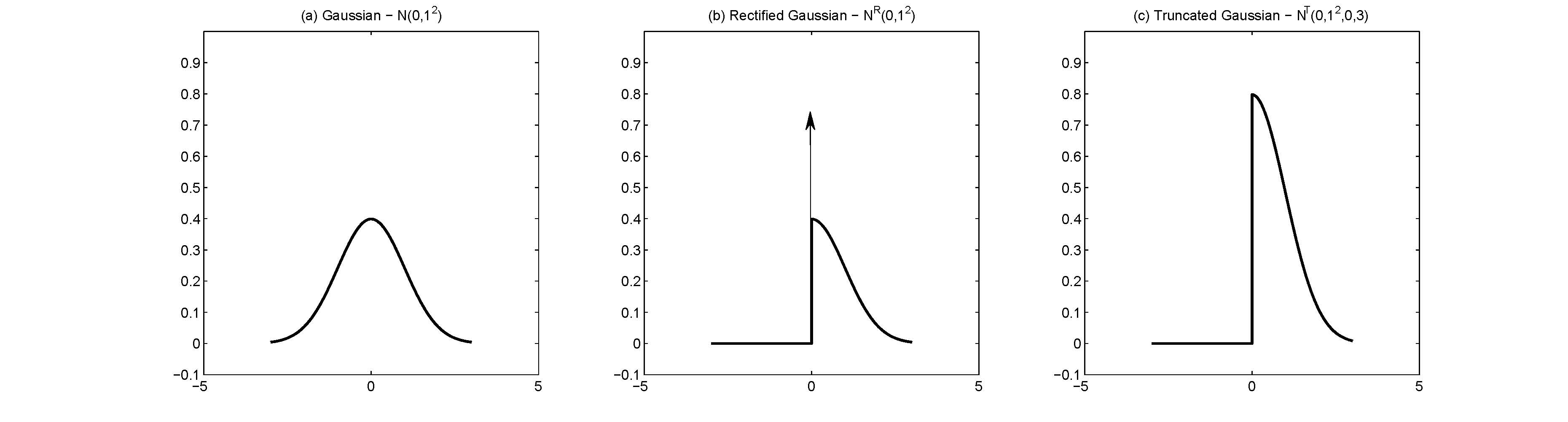
Comparació entre la distribució gaussiana, la distribució rectificada gaussiana i la distribució truncada gaussiana.

{\displaystyle f(x;\mu ,\sigma ^{2})=\Phi (-{\frac {\mu }{\sigma }})\delta (x)+{\frac {1}{\sqrt {2\pi \sigma ^{2}}}}\;e^{-{\frac {(x-\mu )^{2}}{2\sigma ^{2}}}}{\textrm {U}}(x).}
Aquí, {\displaystyle \Phi (x)} és la funció de distribució acumulativa (cdf) de la distribució normal estàndard:
{\displaystyle \Phi (x)={\frac {1}{\sqrt {2\pi }}}\int _{-\infty }^{x}e^{-t^{2}/2}\,dt\quad x\in \mathbb {R} ,}
on {\displaystyle \delta (x)} és la funció delta de Dirac
{\displaystyle \delta (x)={\begin{cases}+\infty ,&x=0\\0,&x\neq 0\end{cases}}}
i, {\displaystyle {\textrm {U}}(x)} és la funció esglaó de Heaviside:
{\displaystyle {\textrm {U}}(x)={\begin{cases}0,&x\leq 0,\\1,&x>0.\end{cases}}}

## Mitjana i variància
Com que la distribució normal no rectificada té mitjana {\displaystyle \mu } i com que en rectificar-la part de la massa de probabilitat ha estat moguda a valors més alts (de valors negatius fins al 0), la mitjana de la distribució rectificada és més alta que {\displaystyle \mu .}
Com que la distribució rectificada sorgeix en moure valors de la funció de densitat de probabilitat d'una regió cap a l'altra, la rectificació és una contracció que preserva la mitjana combinada amb un moviment rígid de la distribució que sí canvia la mitjana i, per tant, la variància decreix; per tant la variància de la distribució rectificada és menor que {\displaystyle \sigma ^{2}.}

## Generació de valors
Per generar valors computacionalment, es pot usar:
{\displaystyle s\sim {\mathcal {N}}(\mu ,\sigma ^{2}),\quad x={\textrm {max}}(0,s),}
i llavors:
{\displaystyle x\sim {\mathcal {N}}^{\textrm {R}}(\mu ,\sigma ^{2}).}

## Aplicacions
Una distribució rectificada gaussiana és semi-conjugada a la probabilitat gaussiana, i s'ha aplicat recentment en anàlisi factorial, o en particular, 
a l'anàlisi factorial rectificada (no-negativa).
Harva va proposar un algoritme d'aprenentatge variacional per al model factorial rectificat, en què els factors segueixen una barreja de gaussiana rectificada; i posteriorment Meng va proposar un model factorial rectificat infinit juntament amb la solució de mostreig de Gibbs, en què els factors segueixen un procés de Dirichlet mescla de distribució rectificada gaussiana, i el va aplicar en biologia computacional per a la reconstrucció de xarxes reguladores de gens.